# مالخاس
مالخاس (Մալխաս) با نام اصلی؛ آرتاشس هوسپیان (ارمنی: Արտաշէս Յովսէփեան؛ ۱۸۷۷ – ۱۹۶۲) یک سیاستمدار، نویسنده و رمان‌نویس اهل ارمنستان است که از تاریخ ۴ ژوئن ۱۹۱۹  تا تاریخ ۲ دسامبر ۱۹۲۰ نماینده دوره دوم مجلس ملی نخستین جمهوری ارمنستان بود.

## زندگی‌نامه
در ۱۸۷۷ در ترابزون به دنیا آمد . مالخاس  خودزندگی‌نامه خویش را تحت عنوان "آبرومنر" به چاپ رسانید. وی در ۱۹۶۲ در سن ۸۵ سالگی در بیروت در اثر حمله قلبی درگذشت.